# احمد الشهری
احمد الشهری (عربی: أحمد الشهري؛ زادهٔ ۴ سپتامبر ۱۹۹۳) یک ورزشکار اهل عربستان سعودی است.
از باشگاه‌هایی که در آن بازی کرده‌است می‌توان به باشگاه فوتبال الاتفاق عربستان سعودی اشاره کرد.